# Vlag van Yap

Vlag van Yap (ratio 3:5)

De vlag van Yap bestaat uit een blauw veld met daarop twee traditionele symbolen van Yap.
Het eerste symbool is de traditionele rai: een enorm geldstuk van steen met een gat in het midden. Deze wordt uitgebeeld door de grote witte cirkel, het blauwe oppervlak daarin en de kleine blauwe cirkel. Het tweede symbool is het silhouet van een Yapiaanse kano met een gehesen zeil.
In het midden van de kleine blauwe cirkel staat een vijfpuntige witte ster. Deze verwijst naar Yap als een van de deelstaten van Micronesië. In de vlag van Micronesië wordt elke deelstaat door een ster vertegenwoordigd.
De vlag werd aangenomen op 30 mei 1980 en voor het eerst gehesen op 1 maart 1981.